# Eria karikouyensis
Eria karikouyensis är en orkidéart som beskrevs av Rudolf Schlechter. Eria karikouyensis ingår i släktet Eria och familjen orkidéer. Inga underarter finns listade i Catalogue of Life.